# Głogówek
Głogówek / Oberglogau / Horní Hlohov este un oraș în Polonia.